# Prepona venezuelensis
Prepona venezuelensis är en fjärilsart som beskrevs av Le Moult 1932. Prepona venezuelensis ingår i släktet Prepona och familjen praktfjärilar. Inga underarter finns listade i Catalogue of Life.